# Luigi Calamatta
Luigi Calamatta (Civitavecchia, 21 de junio de 1801–Milán, 8 de marzo de 1869) fue un pintor y grabador italiano. 

## Biografía

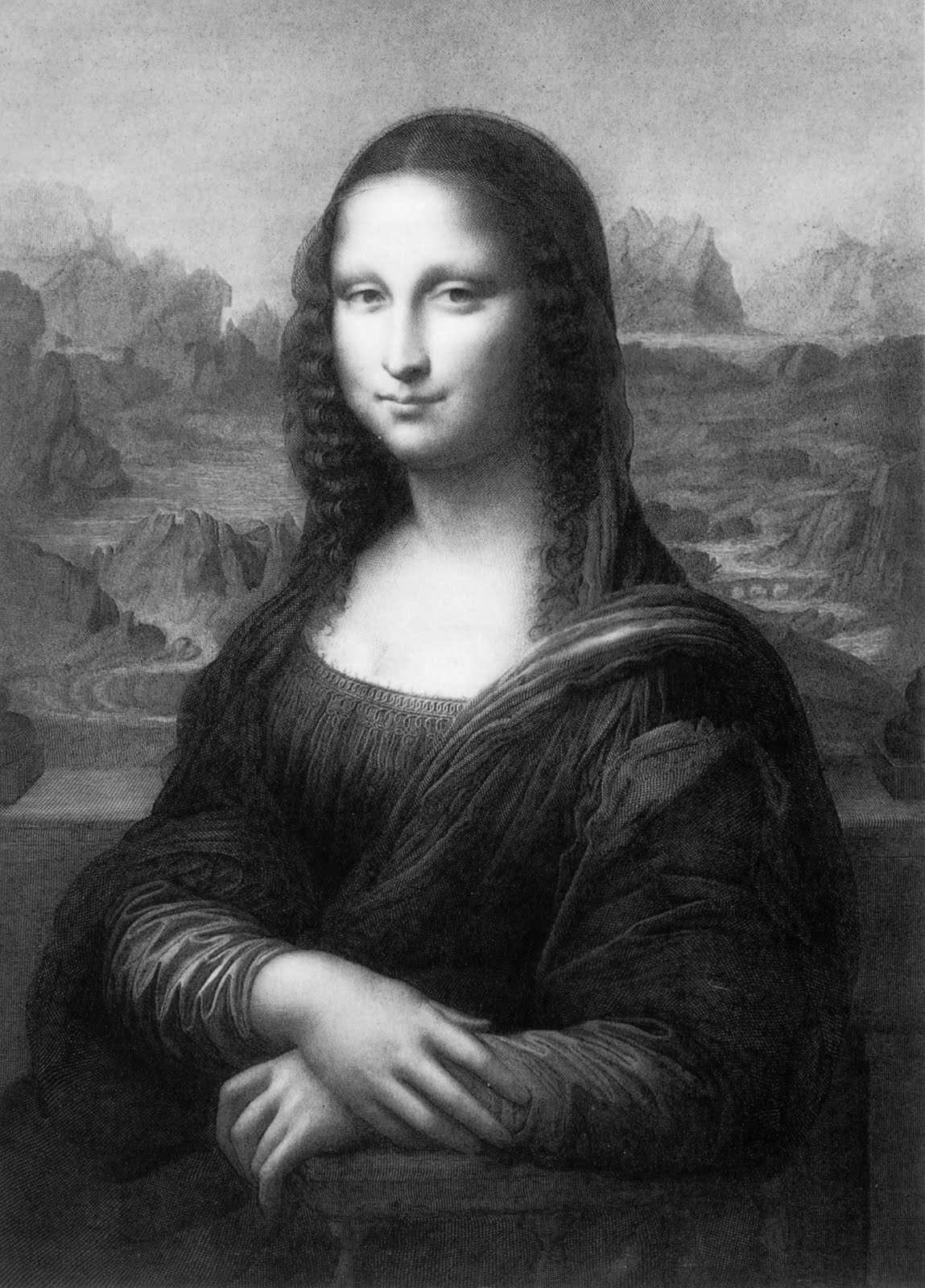
Mona Lisa (1858), reproducción del cuadro de Leonardo da Vinci

En 1823 se instaló en París, donde se formó como pintor y grabador. En 1828 viajó a Alemania y, entre 1828 y 1833, residió en Ámsterdam (Países Bajos). Retornó a París, hasta que en 1836 se instaló en Bruselas (Bélgica), donde residió hasta 1848 y formó toda una generación de grabadores. Vivió de nuevo en la capital francesa, hasta que en 1860 volvió a su país, residiendo en Milán hasta su muerte.
Trabajó sobre todo al buril. Se dedicó básicamente a la reproducción de obras de Dominique Ingres, entre las que destacan el Juramento de Luis XIII, La fuente y La apoteosis de Homero (1840).
Una de sus obras más famosas es una reproducción del cuadro Mona Lisa de Leonardo da Vinci, que recibió la medalla de oro en la Exposición Universal de París de 1855.
En 1860 fue nombrado director de grabado de la Academia de Brera de Milán. 
Entre sus discípulos se encuentran Léopold Flameng y Domingo Martínez Aparici.
Fue caballero de la Legión de Honor.
Casó con Josephine Raoul-Rochette, de la que tuvo una hija, Marcellina (Lina), que casó con Maurice Dudevant, hijo de la escritora George Sand.